# Loreta Anilionytė
Loreta Anilionytė (Kaunas) es una filósofa, escritora y traductora lituana.

## Biografía
Se graduó de la Universidad de Vilna en lengua y literatura lituana. En 1991 recibió su doctorado en Historia de la filosofía y ética alemana. Es profesora asociada de tal disciplina en la Universidad Lituana de Educología y Doctora en Filosofía del Instituto de Investigación de la Cultura de Lituania (anteriormente del Instituto de Filosofía, Sociología y Derecho).
Ha incursionado en varios géneros como la novela y ensayo, además de publicar artículos científicos y académicos. Anilionytė es autora de O kas po to? (en español: ¿Y entonces qué?), una controvertida novela donde aborda la relación entre la cultura popular y la clase alta; ésta se caracteriza por una mezcla de erotismo, reflexiones filosóficas sobre la condición humana y la percepción psicológica, la crítica social y las descripciones frías de las fallas morales. Ha sido galardonada con importantes premios literarios, mientras que por esta novela, la revista Cosmopolitan le entregó un premio al descubrimiento del año en 2006.
Ha traducido varias obras de conocidos filósofos alemanes al lituano. Fue galardonada con el Premio Franz Dovydaitis en 2005.
Contrajo matrimonio con el filósofo y político lituano Albinas Lozuraitis, ...con quien tiene una hija Ieva Lozuraityte.

## Obras

### Monografía
Naujųjų amžių etikos profiliai. Vilna: VPU leidykla, 2011, 228p. ISBN 978-9955-20-639-2

### Novela
O kas po to?, Vilna: Alma littera, 2006 m., 422 p. ISBN 9955-24-014-8

### Artículos académicos
- Blogio profiliai etikoje, Logos, No. 25
- A. Schopenhauerio etika: pesimizmas ar gyvenimiškas realizmas?, Logos. No. 27
- Vertybinio absoliutizmo dilemos ir deontologinė etika, Logos, No. 28
- Žmogus – kenčianti būtybė (Keletas kentėjimo problemos recepcijų Vakarų filosofijoje), Logos. 2000. No. 23
- Antikinis kinizmas – gyvenimo būdas ar filosofija?, Logos, 2001, No. 24
- Vertybių problema I. Kanto etikoje, Problemos, V. 1992. No. 44.
- Fanatizmas// Neprievarta ir tolerancija kintančioje Rytų ir Vakarų Europoje. Pranešimai ir tezės. V. 1995.
- Hegelio etika: dorovė prieš moralę, Logos, No. 38-41
- Laisvės samprata I. Kanto etikoje // MA darbai. Filosofija.  V. 1999.
- E. Husserlio fenomenologijos modifikacijos M. Schelerio aksiologijoje. Logos, No. 26
- Minervos pelėdos skrydis  Įžanginis str. G.Hegelio Teisės filosofijos apmatams G. F.Hegel. Teisės filosofijos apmatai. V. Mintis. 2000
- Ressentimento samprata M. Schelerio filosofijoje. Logos, Nr. 43//Logos, 2008, No. 51
- Kanto etikos monologinis formalizmas. Logos, No. 46, 2006.
- V. Sezemano gnoseologijos linkmės//Vosylius Sezemanas. Loginiai ir gnoseologiniai tyrinėjimai. V.: Lietuvos kultūros tyrimų institutas, 2011.

### Material educativo
- Egoistinė žmogaus prigimtis naujųjų amžių etikoje, Vilna, 2010. – 68 p.
- Etika ir asmenybė Maxo Schelerio vertybiniame absoliutizme, Vilna, 2010. – 84 p.